# Плохой, Игорь Иванович
Плохой Игорь Иванович (род. 5 декабря 1968, Новороссийск, Краснодарский край) — украинский политический деятель. Член Партии Регионов с 2008 года. Депутат Верховной Рады IV-VI созывов.

## Биография
Родился 5 декабря 1968 года в Новороссийске.
Окончил Ленинградское высшее военное училище железнодорожных войск (инженер по управлению движением).
Служил в рядах советской армии.
Позднее получил диплом юриста в Одесском университете им. Мечникова.
- В 1995 г. пошёл работать начальником таможенного поста «Пересыпь» в Одессе.
- В 2000 г. Был заместителем председателя Болградской районной государственной администрации.
- В 2002 г. избрался в Верховную Раду Украины по Арцизкому избирательному округу номер 141.
- В 2007 г. вновь избрался в Верховную Раду Украины от Партии Регионов под номером 109.

Работа в Верховной Раде :
- Член Комитета Верховной Рады Украины по вопросам законодательного обеспечения правоохранительной деятельности
- Член Постоянной делегации в Межпарламентской Ассамблее государств-участниц Содружества Независимых Государств
- Член группы из межпарламентских связей с Южноафриканской Республикой Член группы из межпарламентских связей с Австралией
- Член группы из межпарламентских связей с Российской Федерацией

Совладелец строительной фирмы «Гефест», скандально известной застройкой исторической части Одессы.
Проживает в Одессе и Киеве. На время избрания народным депутатом временно не работал.